# 片山智彦
片山 智彦（かたやま ともひこ、1979年10月25日 - ）は、NHKのアナウンサー。

## 人物
宮城県仙台市青葉区出身。宮城県仙台第一高等学校、慶應義塾大学法学部法律学科卒業後、2002年に入局。

## 嗜好・挿話
- 初任地の秋田放送局を含め、東北地方の3箇所に赴任した。うち、初任地の秋田放送局と福島放送局の2局では、地上デジタル放送推進大使を務めた。
- 高校・大学と野球部で、社会人野球チームのWIEN BASEBALL CLUBに所属し全国大会にも出場した[3]（投手）、また阪神タイガースの大ファン。

## 現在の担当番組
- 奈良県のニュース
- ならナビ（不定期・キャスター代行）
- ならナビ845（不定期）

## 過去の担当番組
秋田放送局時代（2002年6月 - 2007年7月）
- 秋田県のニュース・中継・リポート
- てれびこまち（2003年度）
- ニュースパークあきた（2004年4月 - 2007年3月）
- ホリデーインタビュー（2007年5月）
- ひるまえこまち（2007年4月 - 2007年7月）

福島放送局時代（2007年8月 - 2010年度）
- はまなかあいづToday アンカー（2009・2010年度）
- 福島県のニュース・中継・リポート

東京アナウンス室時代（2011年度 - 2013年度）
- NHKニュースおはよう日本（キャスター：4:30 - 6:00）（2011年4月4日 - 2012年3月30日）
- 月刊とれたてマイビデオ（2011年度、毎月1回・原則として最終週の土日祝日、上記担当の他の二人とローテーション）
- NHKニュース（主に平日午後、「おはよう日本」担当週前日午後10時40分、午前0時（日曜日））
- 100分de名著（2012年6月）- ナレーション
- ニュースウオッチ9（金子哲也の代理ニュースリーダー：2012年8月13日 - 17日、20日 - 24日）
- NHK BSニュース（2012年度）
- 国会中継（不定期）

山形放送局時代（2014年度 - 2016年度）
- ニュースやまがた6時（月曜日 - 金曜日）
- 山形県のニュース

神戸放送局時代（2017年度 - 2022年7月）
- ニュースKOBE発（キャスター：2017年4月10日 - 2019年3月29日）
- NHKニュースおはよう日本（代理キャスター：4:30 - 6:00）（2018年2月13日 - 16日[4]）
- ニュースチェック11 ニュースリーダー（2019年2月25日 - 3月1日・永井克典の代行）
- ニュースウオッチ9 ニュースリーダー
  - 永井克典の代行（2019年2月25日 - 3月1日）
  - 糸井羊司の代行（2019年8月5日 - 9日）
- ニュースきょう一日 ニュースリーダー（2019年8月5日 - 9日・糸井羊司の代行）
- 首都圏ニュース845 キャスター（2019年2月25日・永井克典の代行）
- 2019年10月の令和元年東日本台風（台風19号）では、福島放送局に応援で派遣され、災害情報を中心にローカルニュースを担当した。
- スカーレット一週間／5分でスカーレット（ナレーター：2019年10月6日 - 2020年3月29日）
- Live Love ひょうご（キャスター：2019年4月1日 - 2022年7月）
- 兵庫ニュース845
- 兵庫県の中継・リポート
- 各種スポーツ中継

東京アナウンス室時代（2度目）（2022年8月 - 2025年3月）
- NHKニュースおはよう日本（リポーター）（2022年8月 - 2024年3月29日）[5]
- やままる845（勤務経験のある山形放送局の応援要員・2022年8月4日）
- 山形県のニュース（勤務経験のある山形放送局の応援要員・2022年8月5日）
- サタデーウオッチ9（江原啓一郎の代理ニュースリーダー：2024年2月24日）
- ニュースウオッチ9（ナレーション、ニュースリーダー：2024年4月4日 - 2025年3月21日）[6]
- サタデーウオッチ9（ナレーション、ニュースリーダー：2024年4月6日 - 2025年3月22日）
- 大河ドラマ　光る君へ（紀行・語り：2024年1月7日 - 12月15日）

奈良放送局時代（2025年度 - ）